# Трое мёртвых и трое живых

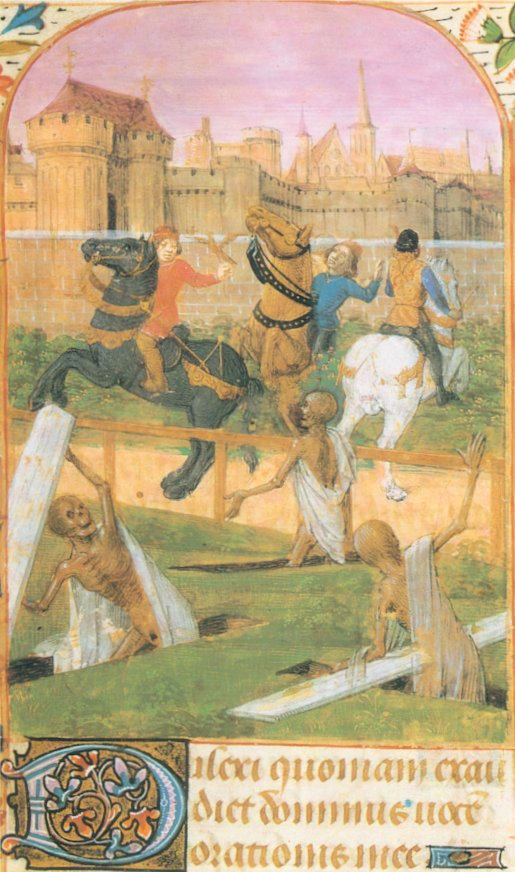
Иллюстрация XV в.

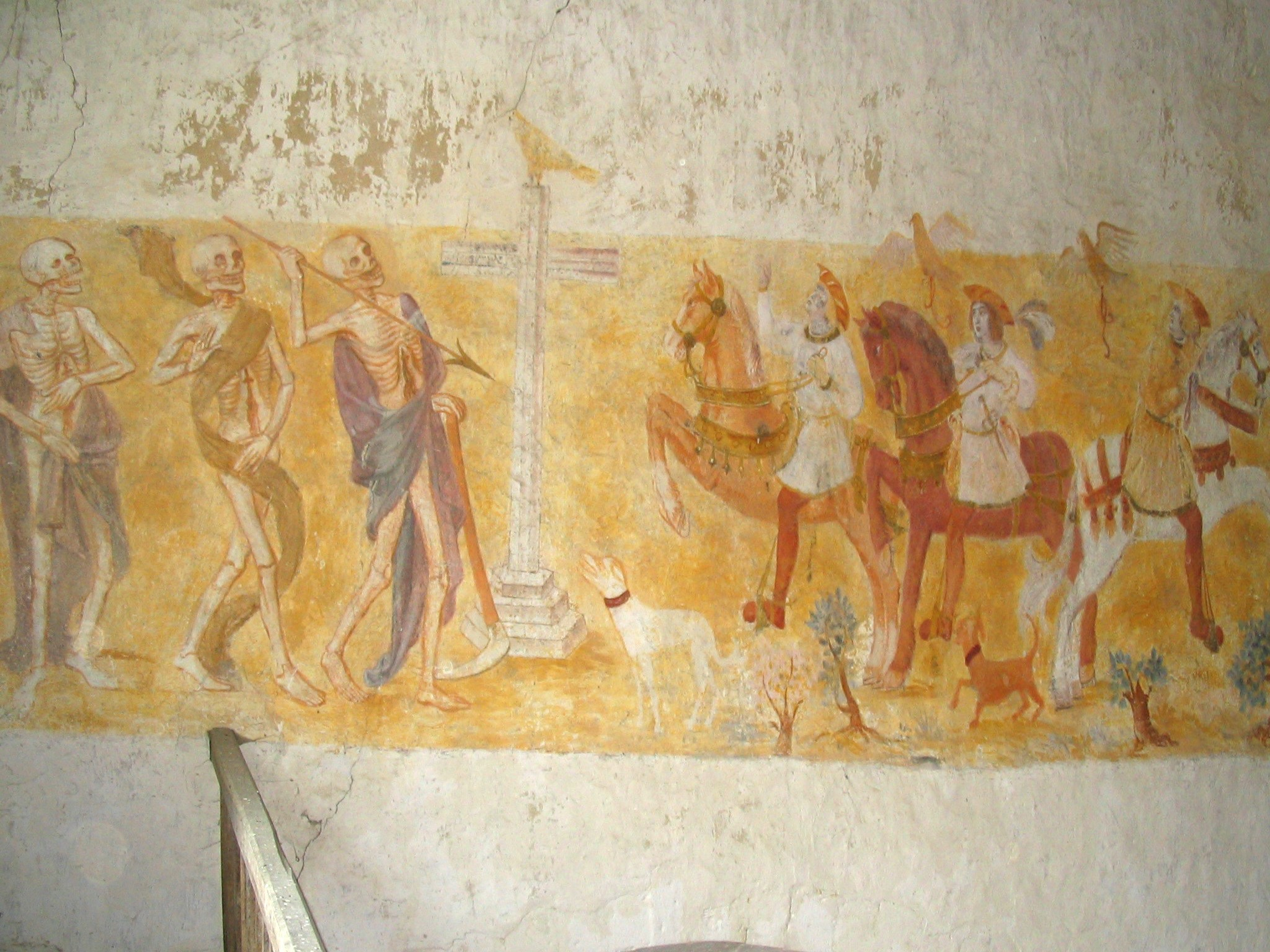
Французская фреска

«Трое мёртвых и трое живых» — сюжет в средневековой литературе и изобразительном искусстве.

## Литературные первоисточники
Одна из первых разработок сюжета находится в ди (dit) трувера Бодуэна де Конде (расцвет творчества в 1240—80 гг.). Трое богатых и гордых юношей — принц, герцог и граф — встречают трёх оживших мертвецов. Первый труп предупреждает господ, что они станут такими же уродливыми, как он, второй жалуется на ад, а третий говорит о неизбежности смерти и необходимости быть к ней готовым.
На этот же сюжет написаны французская повесть Николя де Марживаля (конец XIII в.), английская поэма «Три мёртвых короля», приписываемая Джону Одили (нач. XV в.) и др.

## Иконография
Наиболее старые изображения таинственной встречи, относившиеся ко времени де Конде и де Марживаля, находились в церкви св. Сеголены в Меце, но были утрачены в ходе реставрации. В иллюстрациях первой половины XIV в. богачи предстают пешеходами, но впоследствии превращаются в наездников. Праздность гордецов подчёркивается изображениями ястребов и собак — спутников дворян на охоте. Мертвецы изображались в виде оживших скелетов, при этом первый кадавр и его саван обычно рисовались хорошо сохранившимися, второй — хуже, а третий — почти совсем истлевшим. Иногда покойники вооружались косами, луками и стрелами. Тот и этот свет часто разделялись крестом.

## Распространение
Росписи, посвящённые потустороннему вразумлению, встречаются в Бельгии, Италии, Дании, Германии, Нидерландах, Швейцарии, но больше всего их во Франции (департаменты Эр и Луар, Сена и Марна, Йонна, Вьенна, Сарта, Ло, Луар и Шер и др.).